# Iain Brambell
Iain Brambell (Brentwood Bay, 10 novembre 1973) è un canottiere canadese, vincitore della medaglia di bronzo nel 4 senza pesi leggeri a Pechino 2008.

## Palmarès
- Olimpiadi

Pechino 2008: bronzo nel 4 senza pesi leggeri.
- Campionati del mondo di canottaggio

2002 - Siviglia: bronzo nel 4 senza pesi leggeri.